# 尼厖古鑑
尼厖古鑑（12世纪—1194年），尼厖古氏，名鑑，本名外留，濟州黃龍縣（今吉林省农安县）人，女真族，金朝大臣，金章宗时参知政事。
尼厖古鑑通识女真小字及汉字。金世宗大定十三年（1173年）进士。初任隆州教授，改任即墨主簿。召授国子助教，擢升为近侍局直长。金世宗器重爱其才，被誉为“可用”之人，改任他为皇太孙侍丞。次年，转任应奉翰林文字，兼右三部司正。金世宗说他“正直干治，礼节言动犹有国俗纯厚旧风”。金章宗即位，官至尚书户部侍郎，兼翰林直学士。转任同知大兴府。明昌五年（1194年）奉诏重修新律，担任校订官，拜为参知政事，在任上去世，谥号文肃。

## 延伸阅读
[在维基数据编辑]
 《金史·卷95》，出自脱脱《遼史》